# Evropská silnice E51
Evropská silnice E51 je evropskou silnicí 1. třídy. Začíná v Berlíně, hlavním městě Německa, a končí v Norimberku. Celá trasa měří 410 kilometrů. Po celé své trase je E51 vedena jako německá dálnice A9.

## Trasa
- Německo
  - Berlín – Lipsko – Gera – Hirschberg – Hof – Bayreuth – Norimberk

## Galerie

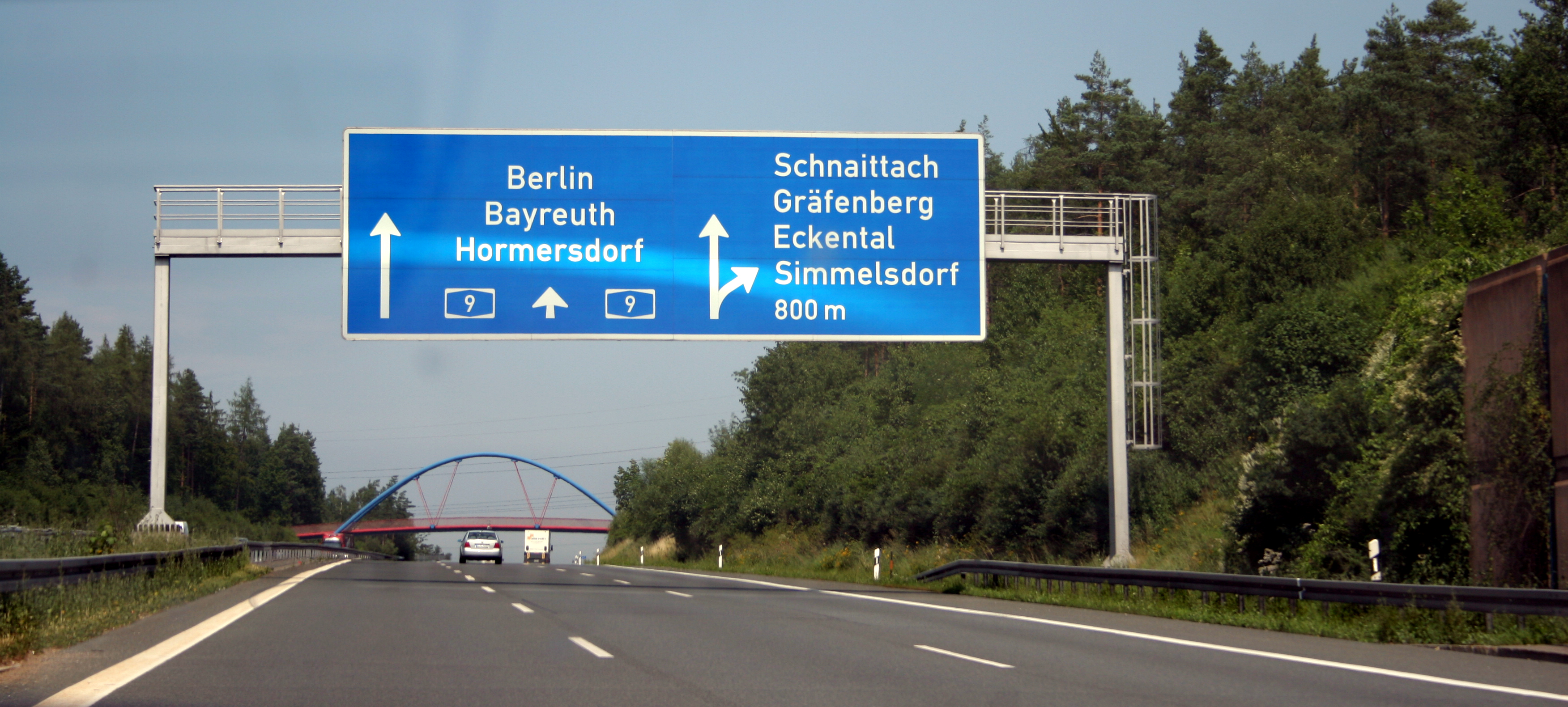
E51 jako německá dálnice A9
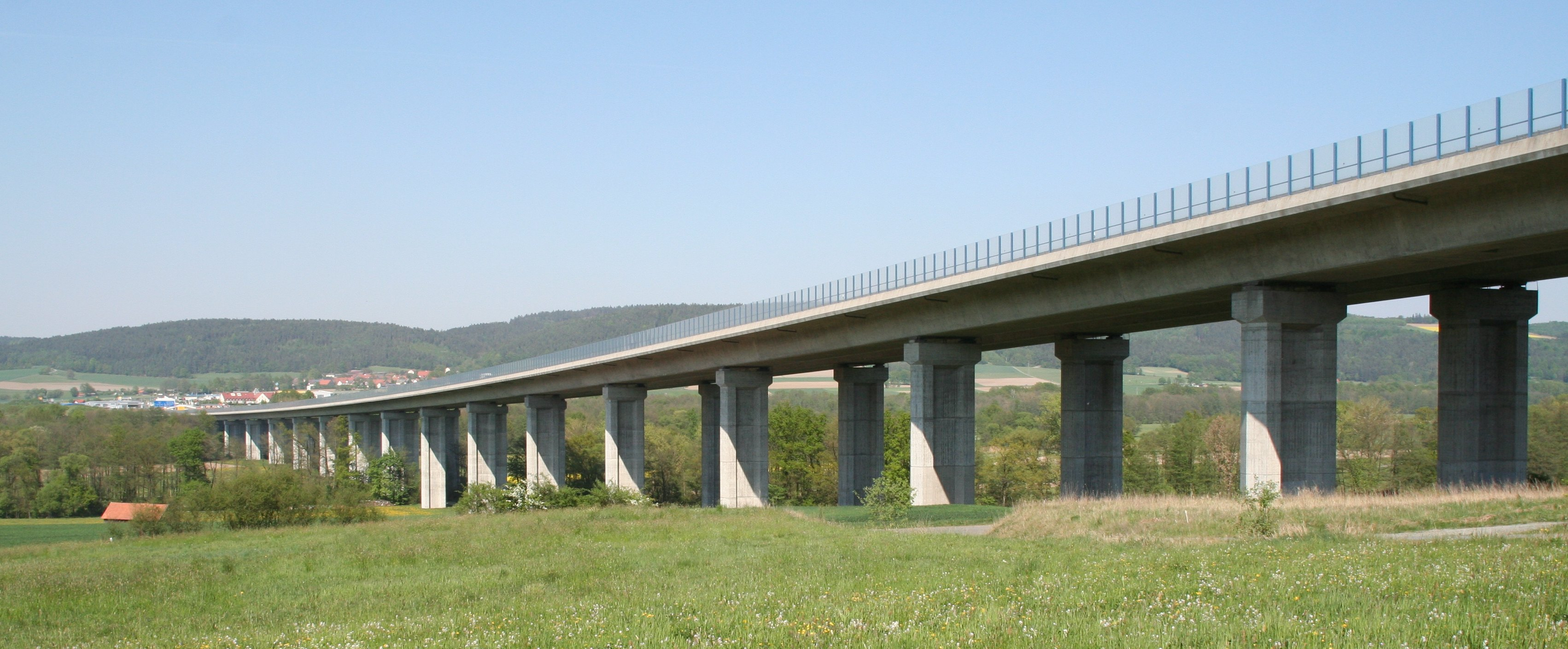
Dálniční most na E51
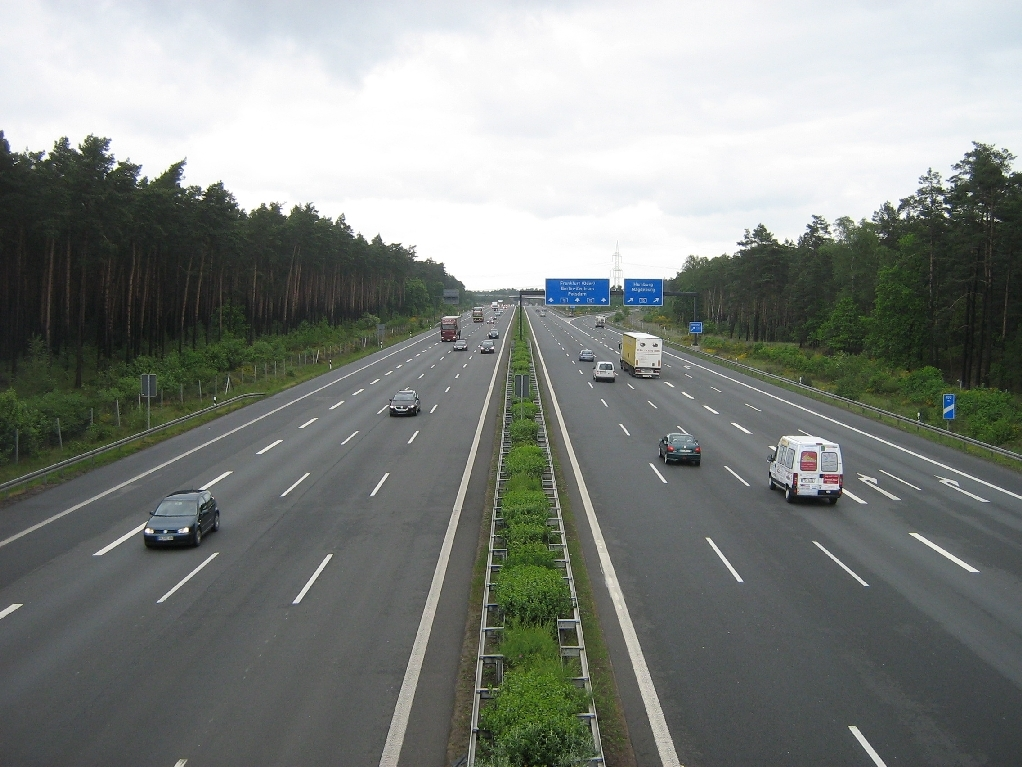
E51